# Zimowa Uniwersjada 1978

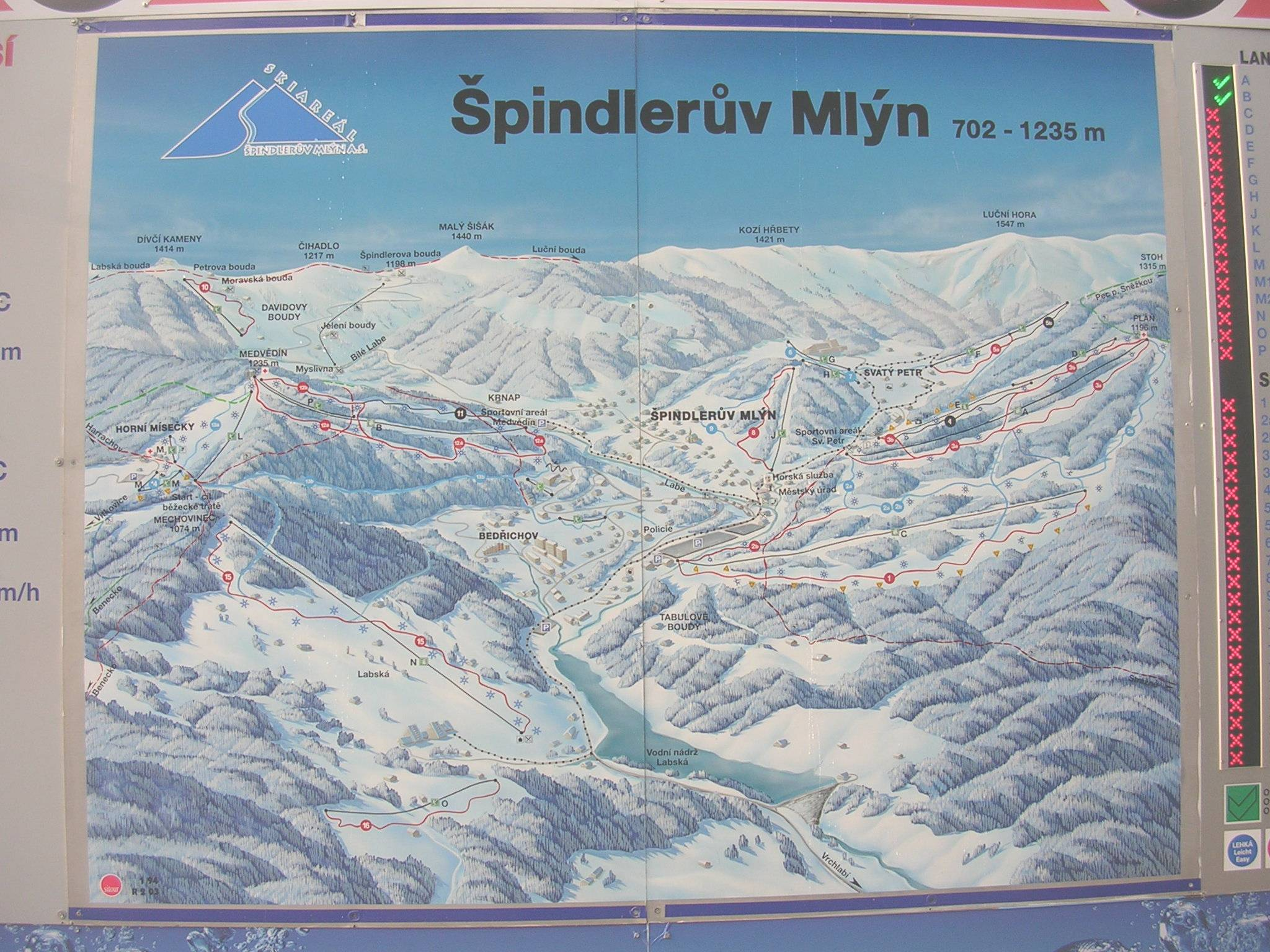
Mapa ośrodka narciarskiego Szpindlerowy Młyn

9. Zimowa Uniwersjada – międzynarodowe zawody sportowców-studentów, które odbyły się ówczesnej Czechosłowacji, w karkonoskim kurorcie Szpindlerowy Młyn. Impreza odbyła między 5 a 12 lutego 1978 roku. Nad organizacją zawodów czuwała Fédération Internationale du Sport Universitaire.

## Polskie medale
Reprezentanci Polski zdobyli 5 medali w tym jeden złoty. Wynik ten dał polskiej drużynie 5. miejsce w klasyfikacji medalowej.

### Złoto
- Maciej Gąsienica Ciaptak – narciarstwo alpejskie, slalom specjalny

### Srebro
- Maciej Gąsienica Ciaptak – narciarstwo alpejskie, kombinacja alpejska
- Jan Bachleda-Curuś – narciarstwo alpejskie, slalom specjalny

## Klasyfikacja medalowa
| Klasyfikacja medalowa | Klasyfikacja medalowa | Klasyfikacja medalowa | Klasyfikacja medalowa | Klasyfikacja medalowa | Klasyfikacja medalowa |
| --------------------- | --------------------- | --------------------- | --------------------- | --------------------- | --------------------- |
| Miejsce               | Reprezentacja         | Złoto                 | Srebro                | Brąz                  | Razem                 |
| 1                     | ZSRR                  | 6                     | 5                     | 3                     | 14                    |
| 2                     | Czechosłowacja        | 4                     | 2                     | 3                     | 9                     |
| 3                     | Włochy                | 3                     | 1                     | 2                     | 6                     |
| 4                     | Francja               | 1                     | 2                     | 1                     | 4                     |
| 5                     | Polska                | 1                     | 2                     | 0                     | 3                     |
| 6                     | Bułgaria              | 1                     | 1                     | 1                     | 3                     |
| 7                     | Szwajcaria            | 0                     | 2                     | 1                     | 3                     |
| 8                     | Austria               | 0                     | 1                     | 3                     | 4                     |
| 9                     | Finlandia             | 0                     | 0                     | 2                     | 2                     |